# Зубков, Григорий Григорьевич
Григорий Григорьевич Зубков (25 марта 1912, с. Дрижина Гребля, Кобелякский уезд, Полтавская губерния — 30 июня 2004) — комбайнёр МТС «Авангард» Акмолинской области, Казахская ССР. Герой Социалистического Труда (1951).

## Биография
Участник Великой Отечественной войны.
С 1946 трудился комбайнёром МТС «Авангард» Акмолинской области. Участвовал в Великой Отечественной войне. После демобилизации возвратился в Казахстан, где до 1959 года работал в МТС «Авангард».
Участвовал в освоении целинных и залежных земель. Указом Президиума Верховного Совета СССР от 13 июня 1951 года удостоен звания Героя Социалистического Труда с вручением ордена Ленина и золотой медали «Серп и Молот»
С 1959 по 1963 год — директор ремонтной мастерской в Коргалжынском районе. С 1963 года — директор автомобильного предприятия.
Проживал в городе Джамбул.
Умер 30 июня 2004 года.